# Pietro Francesco Bussi
Pietro Francesco Bussi (ur. 28 lipca 1684 w Rzymie, zm. 10 września 1765 tamże) – włoski kardynał.

## Życiorys
Urodził się 28 lipca 1684 roku w Rzymie, jako syn Giulia Bussiego i Cecilii Maidalchini. Po studiach uzyskał doktorat utroque iure, a następnie został referendarzem Trybunału Obojga Sygnatur i audytorem Roty Rzymskiej. 1 lutego 1734 roku przyjął święcenia kapłańskie. 24 września 1759 roku został kreowany kardynałem prezbiterem i otrzymał kościół tytularny Santa Maria in Via. Zmarł 10 września 1765 roku w Rzymie.